# FIESTA (face to aceのアルバム)
『FIESTA』（フィエスタ）は、日本の音楽ユニット・face to aceの3枚目のオリジナル・アルバム。

## 概要
前作『a new day』から約2年ぶりとなるオリジナル・アルバム。
本作からはレコードレーベルを日本クラウンからインディーズのRhythm Siteに移行し、これ以降は日本クラウン時代の楽曲を集めたベスト・アルバム『the best of face to ace』（2005年10月21日）の発売を除き、インディーズで活動している。
ボーナス・トラックとして「GET MY DAY」が収録されている。

## 収録曲
1. Kaleido-Parade
2. So Sad-So What?
3. Fiesta
4. On The Wing
5. 流星雨
6. Spunk Me Up
7. Escaper
8. Into The Blue
9. Slow Dance
10. Two Of Us